# Mónica Ridruejo
Mónica Ridruejo Ostrowska (ur. 25 kwietnia 1963 w San Francisco) – hiszpańska menedżer, ekonomistka, w latach 1999–2004 eurodeputowana.

## Życiorys
Ukończyła studia z zakresu filozofii i ekonomii na Mount Holyoke College w Massachusetts. Pracowała jako konsultant w branży usług audiowizualnych i multimedialnych. W latach 1996–1997 był dyrektorem generalnym Radiotelevisión Española, krajowego komitetu radiowego i telewizyjnego.
W wyborach w 1999 jako bezpartyjna kandydatka z listy Partii Ludowej uzyskała mandat posłanki do Parlamentu Europejskiego V kadencji. Należała do grupy chadeckiej, pracowała w Komisji Gospodarczej i Walutowej. W PE zasiadała do 2004.
Powróciła następnie do pracy w biznesie. Została m.in. dyrektorem zarządzającym spółki prawa handlowego Dragonaria, firmy z działającej na rynku telekomunikacyjnym, telewizyjnym oraz internetowym. Objęła też stanowisko prezesa przedsiębiorstwa specjalizującego się w energach odnawialnych.